# Hassan Sheikh Mohamud
Hassan Sheikh Mohamud (født 29. november 1955) er en somalisk politiker, der har været Somalias præsident siden 15. maj 2022. Han blev valgt af medlemmerne af Somalias parlament efter 3 valgrunder. Mohamud var tidligere også Somalias præsident fra 16. september 2012 til 16. februar 2017. Inden han blev valgt til præsident, arbejdede han som dekan på Simad universitet i Mogadishu. Han er medstifter og formand for partiet Peace and Development Party (Xisbiga Nabadda Iyo Horumarka) i 20211, og medstifter og formand for Union for Peace and Development Party i 2018.
I marts 2025 overlevede han et mordforsøg, hvor Al-Shabaab forsøgte at sprænge hans bil med en vejsidebombe.